# Ratchet & Clank: Up Your Arsenal
Ratchet & Clank: Up Your Arsenal (også kendt som Ratchet & Clank 3) er et spil i spilserien Ratchet & Clank, det udkom i 2004.